# Boismont (Meurthe y Mosela)
 Boismont  es una comuna y población de Francia, en la región de Champaña-Ardenas, departamento de Meurthe y Mosela, en el distrito de Briey y cantón de Villerupt.
Su población en el censo de 1999 era de 456 habitantes.
Está integrada en la Communauté de communes du Bassin de Landres .

## Demografía
| 586 | 525 | 474 | 378 | 437 | 456 |
| Para los censos de 1962 a 1999 la población legal corresponde a la población sin duplicidades (Fuente: INSEE [Consultar]) |     |     |     |     |     |